# Synthronon
Synthronon (altgriech. σύνθρονον, Plur. σύνθρονα Synthrona, manchmal auch σύνθρονος Synthronos) bezeichnet seit dem 5. Jahrhundert n. Chr. die halbrunde Priesterbank, welche in die Apsis einer Kirche eingebaut wurde.

## Bedeutung

### Allgemein
Erhalten haben sich lediglich die aus Stein- oder Ziegelmaterial errichteten Synthrona, jedoch müssen auch solche Konstruktionen aus Holz angenommen werden.
Die Dimensionierung dieser Objekte ist unterschiedlich: Von einer einzelnen bescheidenen Bank bis hin zu mehrstufigen Anlagen mit einer zentralen, für den Bischof reservierten Cathedra, in diesem Fall werden die Bänke für den übrigen Klerus Subsellien genannt.
Synthrona sind unter anderem aus den spätantiken und frühbyzantinischen Kirchen der östlichen Ökumene bekannt, doch waren, wie Untersuchungen an der Zeyrek-Moschee (ehem. Südkirche des Pantokrator-Klosters) in Istanbul zeigen, solche Anlagen noch in der mittelbyzantinischen Zeit Bestandteil der Kirchenausstattung.

### Liturgische Funktion
Das Synthronon war die Sitzgelegenheit des höheren Klerus, d. h. der Bischöfe und der Presbyter, während der Liturgie und nur diesem vorbehalten, da es in der zum Bema gehörigen Apsis, also dem den Laien unzugänglichen Raumteil der Kirche eingebaut war. Diakone hatten zu stehen.
Das Synthronon ist das Ziel des „Ersten Einzugs“, welcher in der östlichen Liturgie, etwa der Göttlichen Liturgie des Johannes Chrysostomos, dem Wortgottesdienst vorausgeht. Während des Wortgottesdienstes saß der höhere Klerus auf den Stufen des Synthronon, während aus den heiligen Schriften gelesen wird, beginnend, so gegeben, mit Lesungen des Alten Testaments, mit Perikopen aus Apostelgeschichte und -briefen und endend mit der Lesung aus dem Evangelium.
Die Predigt wurde entweder vom Synthronon aus an die Gläubigen gerichtet oder, seltener, vom Ambo aus.

### Symbolisch-religiöse Bedeutung und Auslegung
Verschiedene byzantinische Schriftsteller verbinden den im Synthronon sitzenden Klerus mit einer symbolisch-religiösen Bedeutung.
So wird in einer syrischen Hymne des 6. Jh. n. Chr., welche sich auf die Sophienkirche von Edessa (Mesopotamien) bezieht, das Synthronon mit zentraler Cathedra explizit mit den neun Hierarchien der Engel verglichen. 
Eine andere Auslegung, dem Patriarchen Germanos I. von Konstantinopel (8. Jh. n. Chr.) zugeschrieben, vergleicht den in der Cathedra platzierten Bischof mit seinen seitlich beisitzenden Konzelebranten mit Christus und seinen Aposteln.

### Allgemein
- Lemma ‚Synthronon‘, in: The Oxford Dictionary of Byzantium, Bd. 3, ed. A. P. Kazhdan, Oxford University Press, New York 1991.
- A. S. Megaw: Notes on Recent Work of the Byzantine Institute in Istanbul. In: Dumbarton Oaks Papers 17, 1963, S. 340.
- Thomas F. Mathews: The Early Churches of Constantinople: Architecture and Liturgy. University Park 1971, S. 143; 146–148; 150–152.
- Michael Altripp: Überlegungen zum Synthronos der Hagia Sophia in Iznik/Nikaia. In: Byzantinische Zeitschrift 92, 1999, S. 448–454.
- Michael Altripp: Beobachtungen zu Synthronoi und Kathedren in byzantinischen Kirchen Griechenlands. In: Bulletin de Correspondance Hellénique. Band 124, 2000, S. 377–412 (persee.fr).
- Georgios B. Anturakes: Archaioi thronoi & palaiochristianika synthrona. Athen 2003.

### Zur religiösen Bedeutung/Auslegung
- Thomas F. Mathews: The Early Churches of Constantinople: Architecture and Liturgy. University Park 1971, S. 143; 146–148; 150–152.
- K. E. McVey: The Domed Church as Microcosm: Literary Roots of an Architectural Symbol. In: Dumbarton Oaks Papers 37, 1983, S. 93.

## Beispielbilder

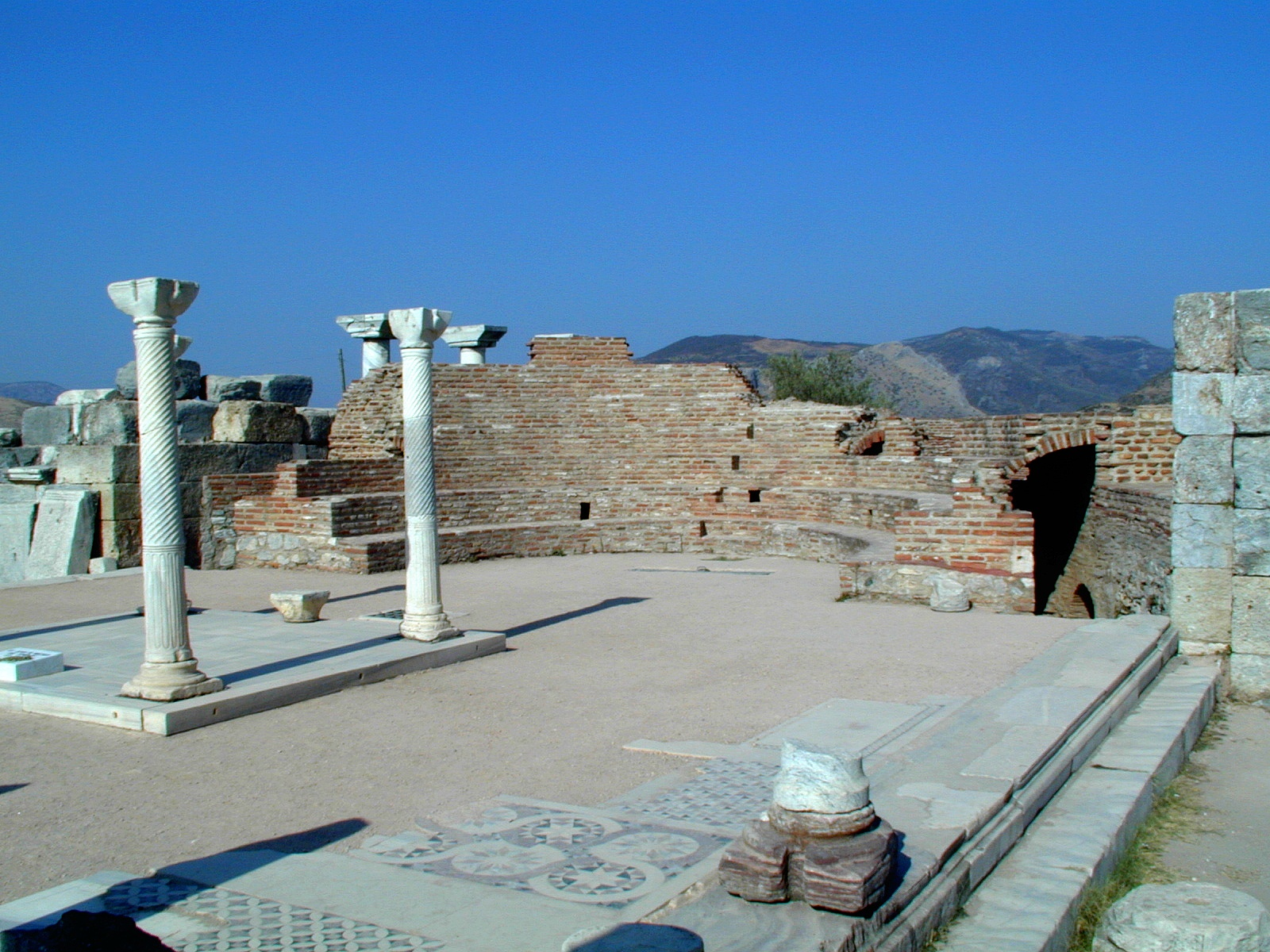
Synthronon in der Apsis der Johanneskirche in Ephesos, Türkei (6. Jh. n. Chr.)
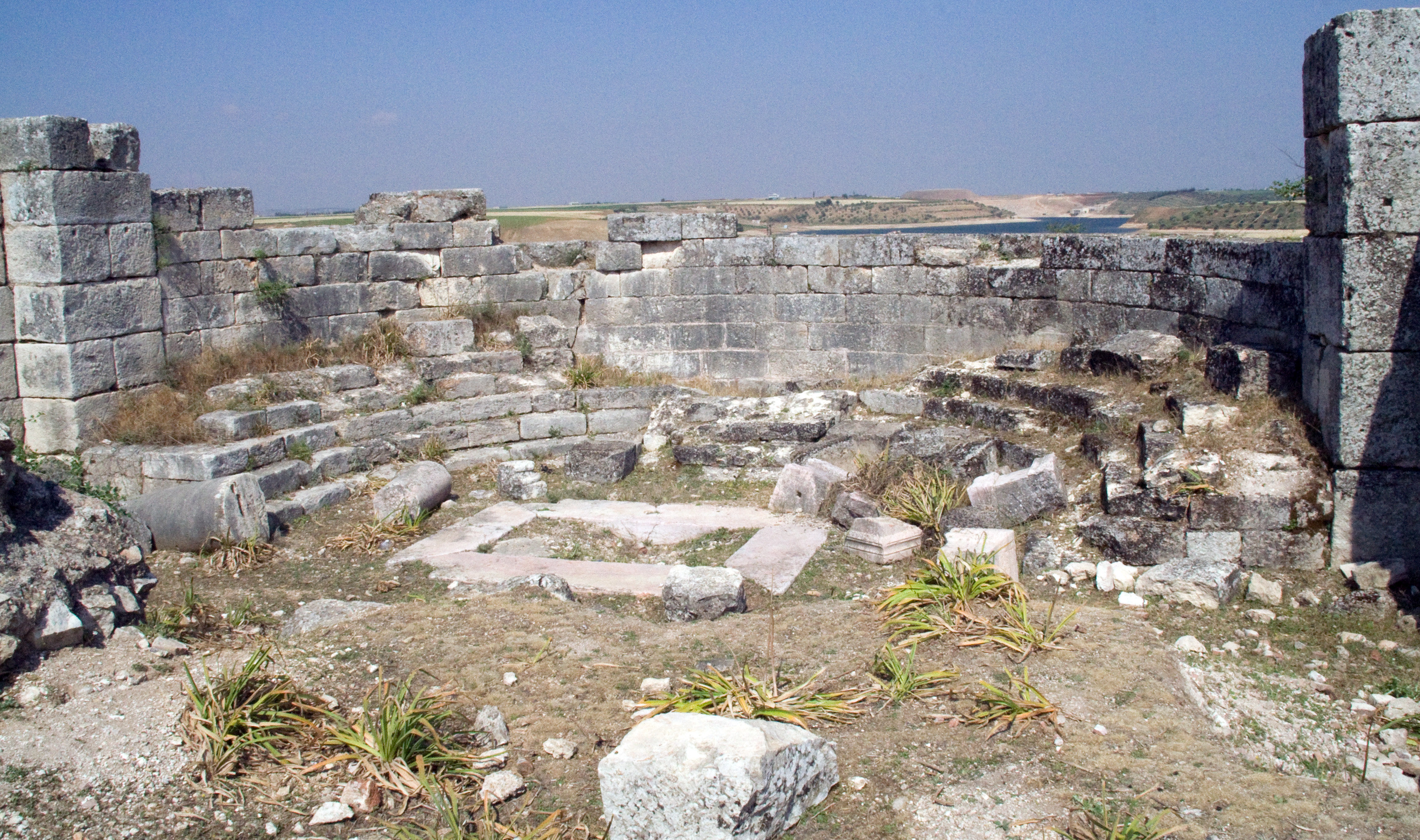
Synthronon in der sog. 'Ostkathedrale' von Apameia am Orontes, Syrien (6. Jh. n. Chr.)
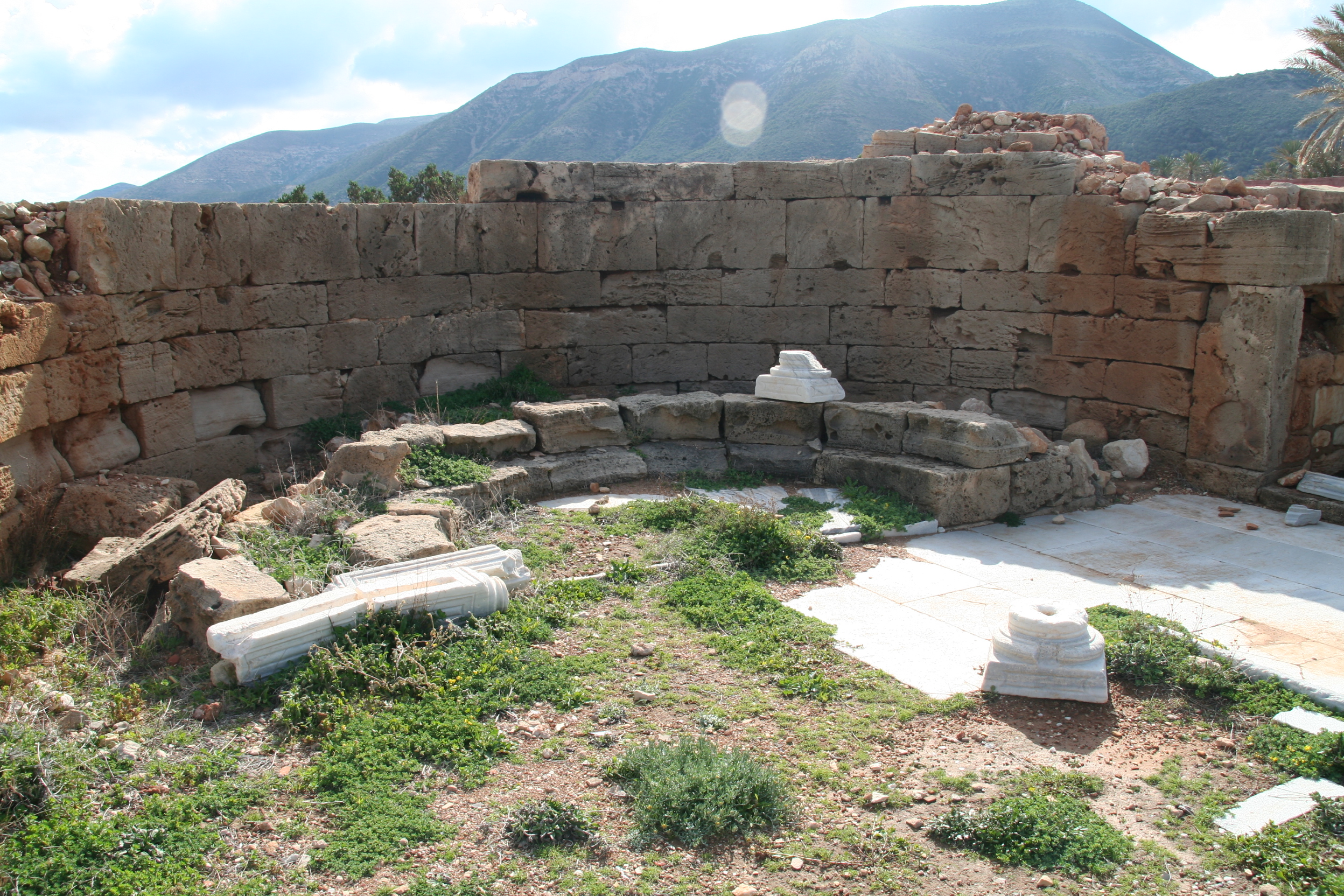
Synthronon in der sog. 'Ostkirche' von Al Athrun, Libyen (6. Jh. n. Chr.)
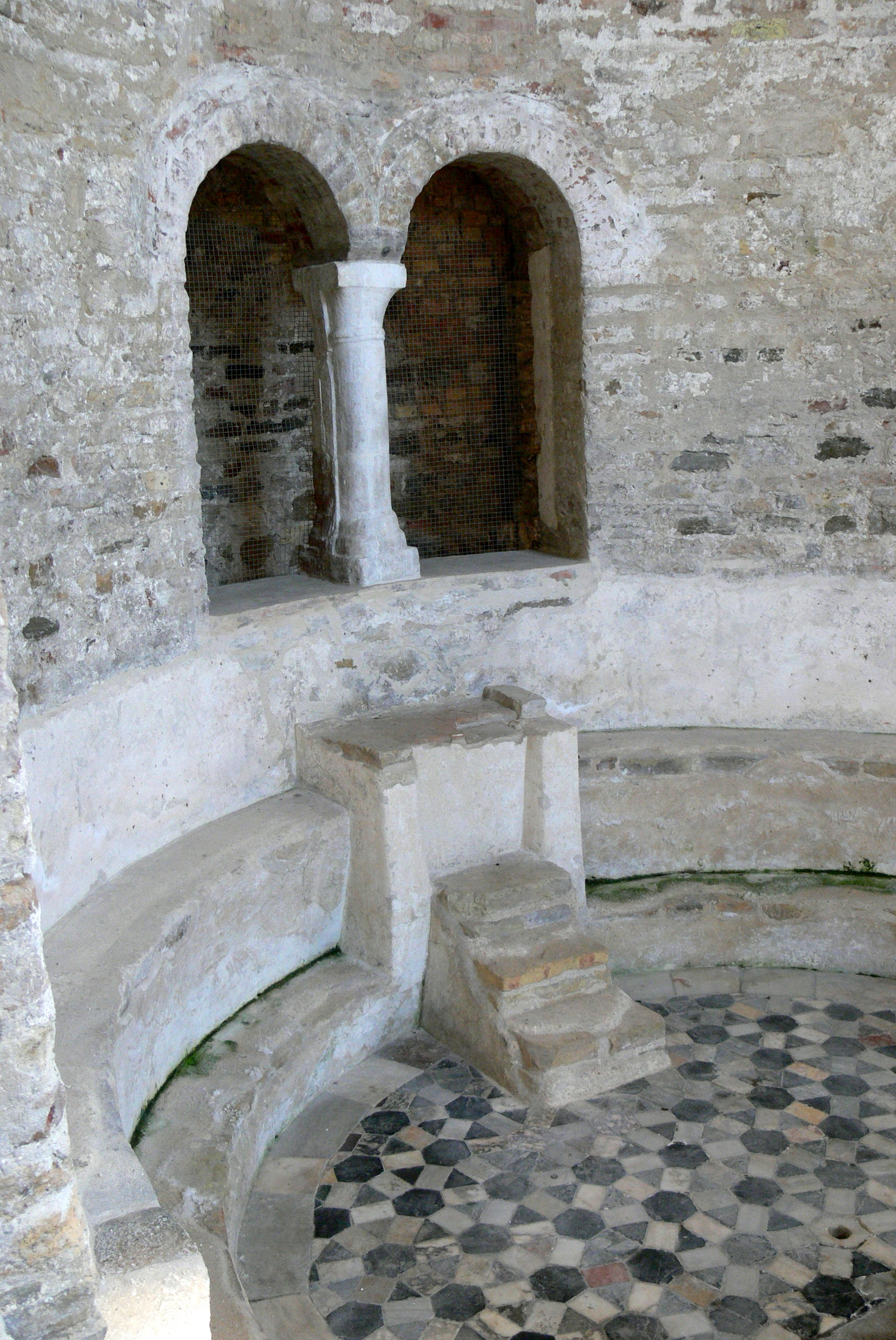
Synthronon in der Apsis der Kirche Santa Maria delle Grazie in Grado, Italien (5. Jh. n. Chr.)